# El bibliotecario (Arcimboldo)
El bibliotecario es un óleo sobre lienzo realizado por el artista italiano Giuseppe Arcimboldo, dentro de la colección del Palacio de Skokloster en Suecia. Se cree que es un retrato de Wolfgang Lazius, un humanista e historiador que sirvió a los emperadores del Sacro Imperio Romano Germánico de la Casa de Habsburgo.
Arcimboldo era el retratista oficial del emperador Fernando I en 1562, y después de Maximiliano II y de Rodolfo II. El bibliotecario es uno de los cuadros pertenecientes a la serie de Arcimboldo sobre pinturas al séquito de Maximiliano. El Palacio de Skokloster data la obra en 1562, aunque otras fuentes sugieren que se compuso en 1566.
Arcimboldo, siguiendo con la corriente renacentista del Manierismo, creó numerosos retratos sustituyendo las partes de la cara y cuerpo por otros objetos, como frutas, verduras, flores o, en este caso, libros. Los elementos que utilizaba el pintor solían estar relacionados con la vida o personalidad del sujeto. El coleccionista de arte austríaco Benno Geiger lo calificó como "un triunfo del arte abstracto en el siglo XVI". En 1957, el historiador de arte Sven Alfons fue el primero en llegar a la conclusión de que El bibliotecario representaba el retrato de Wolfgang Lazius.
Algunos historiadores sugieren la idea de que el cuadro pretende hacer una "parodia coleccionistas de libros materialistas que están más interesados en adquirirlos que en leerlos". También se argumenta que Arcimboldo se centra en el cuadro únicamente en el aspecto físico de los libros, dirigiéndose más a los coleccionistas que a los bibliotecarios o literatos. No obstante, se desconoce el título original, si es que lo hay, aunque el título actual aparece por primera vez en un inventario de principios de siglo XX, en sueco (Bibliotekarien).

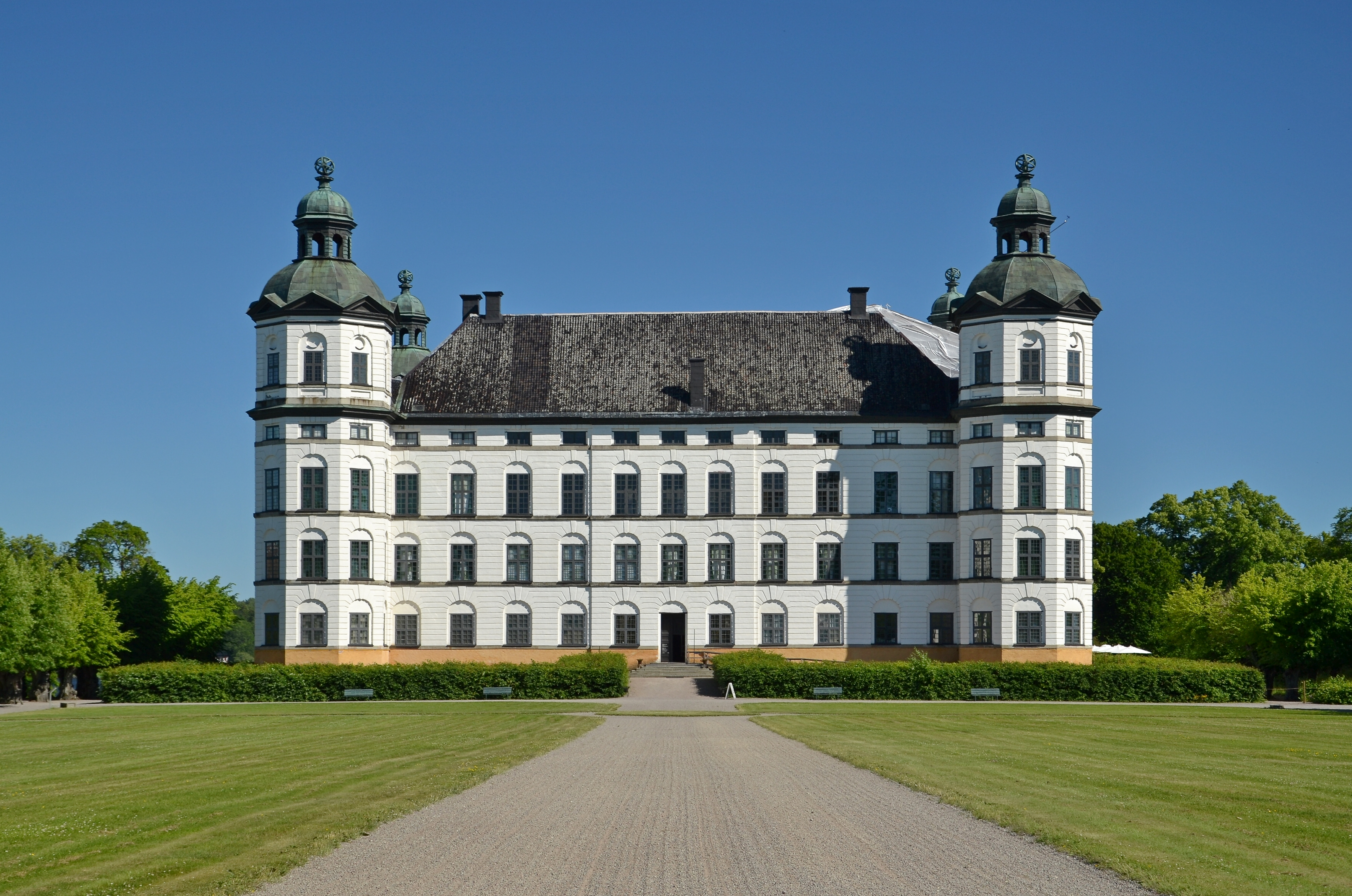
Palacio de Skokloster, lugar en el que se encuentra la obra

Junto al Retrato de Rodolfo II en traje de Vertumno, El bibliotecario es una de las obras de la colección del Palacio de Skokloster. La pintura fue llevada a Suecia después del saqueo al Castillo de Praga por el ejército sueco durante la Batalla de Praga en 1648, y pertenecía al General Hans Christoff von Königsmarck.
Hay otras tres variantes existentes de la obra, cuyo origen se mantiene incierto. Un estudio científico publicado en 2011 llegó a la conclusión de que El bibliotecario es una copia posterior del cuadro original de Arcimboldo, cuyo paradero es desconocido.